# Сманов, Кудайберген
Кудайберге́н Сма́нов (1915 год — 15.02.1999) — заведующий коневодческой фермой колхоза имени Чкалова Аральского района Кзыл-Ординской области, Казахская ССР. Герой Социалистического Труда (1949).

## Биография
После окончания семилетней школы с 1933 года работал скотником, чабаном, коневодом в сельскохозяйственной артели имени Чкалова (позднее — колхоз имени Чкалова) Аральского района. Участвовал в Великой Отечественной войне. Прошёл военный путь от обороны Ленинграда до взятия Берлина. После демобилизации возвратился в родной колхоз, где был назначен заведующим коневодческой фермой.
В 1948 году на коневодческой ферме было выращено 53 жеребят от 53 кобыл. За эти выдающиеся трудовые достижения был удостоен в 1949 году звания Героя Социалистического Труда.
В 1951 году после укрупнения колхозов продолжил работать в колхозе имени Энгельса, который в 1957 году был преобразован в совхоз «Аральский». Возглавлял коневодческую ферму, в которой содержалось 1248 лошадей.
Награды
- Герой Социалистического Труда — указом Президиума Верховного Совета СССР 31 октября 1949 года
- Орден Ленина
- Медаль «За оборону Ленинграда»
- Медаль «За отвагу»